# 神思者
神思者（S.E.N.S.）是日本的电子音乐团体，成立于1988年。成员是深浦昭彦和勝木由佳里。乐队原名「SENSITIVITY PROJECT」（感性企划室）。是日本新世纪音乐的重要音乐团体。隶属于S.E.N.S.Company。
他们因为在1988年为日本廣播協會制作的记录片《絲綢之路》的《海上丝路》中担任作曲、编曲与演奏的工作而声名大噪。而之后，为了让乐迷们能够更加加深对他们的印象，才改名为融合了「SENSE」（感性）和「INCENSE」（焚香）两种意义的「S.E.N.S.」，再之后就是1989年凭台灣電影《悲情城市》获得金狮奖最佳杰作奖和《爱情白皮书》等一系列日剧佳作了，并且广为流传。其中原为日本廣播協會纪录片《故宮~用寶物講述中國五千年~》的主題配樂《故宫的回憶》一曲，被中国许多电视媒体广泛引用。

## 音乐活动

### 电视剧
- 日剧《大猩猩・警視庁捜査第８班》 - 1989年
- 日剧《忠臣蔵》 - 1990年
- 日剧《回首又见他》- 1993年
- 日剧《愛情白皮書》- 1993年
- 日剧《相逢何必曾相识》- 1994年
- 日剧《光辉的季节》- 1995年
- 日剧《现代灰姑娘》 - 1997年
- 日剧《青鸟》- 1997年
- 日剧《神啊！请多给我一点时间》- 1998年
- 日剧《畢業旅行》 - 1999年
- 日剧《P.S.我很好，俊平》- 1999年
- 日剧《二千年之戀》- 2000年
- 日剧《醫家姊妹》（瑪麗亞）- 2001年
- 日剧《里見八犬傳》 - 2006年
- 日剧《最後的朋友》- 2008年
- 日剧《愛與寬容》- 2009年
- 日剧《天使代理人》 - 2010年
- 日剧《愛與寬容～絆～》- 2011年
- 日剧《境遇》 - 2011年
- 日剧《黎明時的搖籃曲》 - 2012年
- 日剧《我的暑假》 - 2012年
- 日剧《藍色的海～漫長的夏季》 - 2014年
- 中剧《麻雀 Sparrow》 - 2016年
- 中剧《大唐荣耀 The Glory of Tang Dynasty》 - 2017年
- 中剧《大军师司马懿之军师联盟 The Advisors Alliance》- 2017年
- 日剧《總計》- 2017年
- 中剧《大军师司马懿之虎嘯龍吟 Growling Tiger、Roaring Dragon》- 2017年
- 中剧《新笑傲江湖》- 2018年

### 电视纪录片
- NHK特集《海上丝路》- 1988年
- 日本廣播協會特集《地球汙染》 - 1998年
- 日本廣播協會特輯《人類吃什麼》 - 1990年
- 每日放送《新比格号探险记》- 1991年
- TBS《復興的錫坎金城》 - 1994年
- TBS《日本海大紀行》 - 1995年
- 日本廣播協會《故宮~用寶物講述中國五千年歷史》 - 1996年
- 日本廣播協會《故宮之寶》 - 1997年
- 日本廣播協會《日本河遊記》 - 1998年
- TBS《故宮大探險：一萬公里的中國皇帝寶藏之旅》 - 1999年
- 日本廣播協會《亞洲人類之路》 - 2001年
- 富士電視劇《倫理之鏡~在我心裡的菊花電視台~》 - 2008年
- 日本廣播協會《亞洲人的熱情〜日本人跑遍亞洲〜》 - 2010年
- 日本廣播協會《與海共存》 - 2013年
- 日本廣播協會《在瀨戶內周圍旅遊》 - 2013年
- 中央電視台《第三极》 - 2015年
- 嗶哩嗶哩《众神之地》 - 2022年

### 电视广告
- 前進樫山《組曲》 - 1993年 , 1998年
- 佐賀美《生物》 - 1994年 , 1995年
- 長頸鹿西格拉姆《芝華士》 - 1995年
- 味之素 企業CM - 2000年
- J電話 東海 - 2001年
- 片岡物産《蒙咖啡館》 - 2003年 , 2004年
- 東京氣體 企業CM - 2005年
- 獲取和給予需求 家庭婚禮 - 2005年 , 2006年
- 紀文 禦節料理 - 2005年 , 2006年 , 2007年

### 电影
- 台灣電影《悲情城市 A City of Sadness》 - 1989年
- 《一元先生》 - 2000年
- 《狗圖片大全》系列2作品 - 2005年 , 2011年
- 《疾走》 - 2005年
- 報警電視《尼亞科電影》 - 2006年
- 《子宮的記憶 你在這裡》 - 2007年
- 報警電視 《尼亞科電影2》 - 2007年
- 日中电影《凤凰 穿越》（日中合作映画 鳳凰 我的愛）  - 2007年
- 報警電視 《尼亞科電影3》 - 2009年
- 報警電視 《尼亞科電影4》 - 2010年
- 日中韓电影《战国 The Warring States》（日中韓合作映画 戰国）- 2011年
- 報警電視 《尼亞科電影5》 - 2012年
- 中国电影《盗墓笔记 Time Raiders》（盗墓筆記 時間襲擊者）- 2016年
- 中国电影《零零后》- 2019年

### 电视动画
- 日本動畫《OZ太空歷险记》（太空盎司冒險）- 1992年
- 日本動畫《庫勞～幻影記憶》- 2004年
- 日本動畫《xxx神聖》- 2006年
- 日本動畫《×××神聖:継》（xxx神聖◆継）- 2008年
- 日本動畫《千禧年源氏傳說》 - 2009年
- 日本動畫《只想告訴你》- 2009年
- 日本動畫《只想告訴你 第二季[[[Wikipedia:格式手册/链接#章節|錨點失效]]]》- 2011年
- 日本動畫《豆富小僧》 - 2011年
- 日本動畫《德德登》 - 2015年
- 日本動畫《我的故事》 - 2015年
- 日本動畫《宇宙战舰大和号2202 第2-6章》主題曲 - 2017年~2018年
- 日本動畫《只想告訴你 第三季》- 2024年

### 其他
- 泉鏡花作・坂東玉三郎演出 舞台「海神別墅」主題曲 - 1994年
- 高田賢三收藏 音樂生產 - 1997年
- 藥島丸博子「愛情信」生產 - 1997年
- 東京圓頂「體育館2000」主題曲 - 2000年
- 北京奧林匹克 標誌開幕儀式 開幕主題 - 2003年
- 花代「我記得我」生產 - 2005年
- 平原綾香「我們的藍色～瀨戶內的詩～」生產 - 2013年

## 作品

### 歷年單曲
| 序列 | 名稱                                | 發售時間       | 備註 |
| 1    | 海神                                | 1988年2月25日  |      |
| 2    | 阿佛洛狄忒                          | 1988年7月25日  |      |
| 3    | 悲情城市                            | 1990年4月25日  |      |
| 4    | 時光之風（融入人、時間、風）        | 1993年3月5日   |      |
| 5    | 像風一樣                            | 1993年11月1日  |      |
| 6    | 我和你～告別之舞                    | 1994年4月25日  |      |
| 7    | 光辉的季节（In the Shining Season） | 1995年5月25日  |      |
| 8    | 記住我                              | 1995年6月21日  |      |
| 9    | 故宮                                | 1996年4月25日  |      |
| 10   | 飛翔                                | 1997年6月4日   |      |
| 11   | 藍鳥                                | 1997年11月21日 |      |
| 12   | 善意的抉擇                          | 1998年3月21日  |      |
| 13   | 心愿                                | 1998年8月21日  |      |
| 14   | 精美                                | 1999年7月23日  |      |
| 15   | 禁忌之愛                            | 2000年2月23日  |      |
| 16   | 瑪麗亞                              | 2001年7月25日  |      |

### 歷年專輯
| 序列 | 名稱                                                               | 發售時間       | 備註                                           |
| 1    | 海神                                                               | 1988年4月25日  | NHK特集《海上丝路》原始聲音軌道系列一          |
| 2    | 馬薩拉茶華爾茲                                                     | 1988年10月10日 | 日本廣播協會特集《海上丝路》原始聲音軌道系列二 |
| 3    | 凱拉                                                               | 1989年4月25日  | 日本廣播協會特集《海上丝路》原始聲音軌道系列三 |
| 4    | 远航                                                               | 1989年8月5日   | 日本廣播協會特集《海上丝路》配乐精选           |
| 5    | 台灣電影《悲情城市（A City of Sadness）》原始聲音軌道              | 1990年4月25日  |                                                |
| 6    | 醫生和地球的水                                                     | 1990年10月1日  |                                                |
| 7    | 《新比格号探险记(New Beagle Explorational Journal)》原始聲音軌道   | 1991年10月1日  |                                                |
| 8    | 看一看                                                             | 1992年7月25日  |                                                |
| 9    | 日本動畫《OZ太空歷险记》原始聲音軌道                               | 1992年11月26日 |                                                |
| 10   | 耶耶耶                                                             | 1993年3月10日  | 日剧《回首又见他》原始聲音軌道                 |
| 11   | 組曲-時光之風（『融入人、時間、風』組曲）                          | 1993年4月1日   |                                                |
| 12   | 日剧《愛情白皮書》原始聲音軌道                                     | 1993年11月1日  |                                                |
| 13   | 陈述                                                               | 1994年2月25日  | 精选                                           |
| 14   | 日剧《像我們見面時一樣（Be As You Were When We Met）》原始聲音軌道 | 1994年5月25日  |                                                |
| 15   | 日剧《光辉的季节（In the Shining Season）》原始聲音軌道            | 1995年5月25日  |                                                |
| 16   | 亞洲人的藍色                                                       | 1995年11月15日 |                                                |
| 17   | 故宫追忆                                                           | 1996年7月24日  | 日本廣播協會特集《故宫》原始聲音軌道系列一     |
| 18   | 宮殿素描                                                           | 1996年11月21日 | 日本廣播協會特集《故宫》原始聲音軌道系列二     |
| 19   | 宮殿種子                                                           | 1997年2月21日  | 日本廣播協會特集《故宫》原始聲音軌道系列三     |
| 20   | 甜心故事                                                           | 1997年3月21日  | 最佳婚礼乐曲精选集                             |
| 21   | 飛翔                                                               | 1997年6月4日   | 日剧《现代灰姑娘》                             |
| 22   | 天堂之歌                                                           | 1997年6月21日  | 电视原声带精选集                               |
| 23   | 藍色的鳥                                                           | 1997年11月21日 | 日剧《青鸟》原声带                             |
| 24   | 組曲II-善意的選擇                                                  | 1998年3月21日  |                                                |
| 25   | 心愿                                                               | 1998年8月21日  | 日剧《神啊!请多给我一点时间》原声带            |
| 26   | 移動（乐章）                                                       | 1999年5月21日  |                                                |
| 27   | 精美                                                               | 1999年7月23日  | 日剧《P.S.我很好，俊平》原声带                 |
| 28   | 未來                                                               | 2000年2月23日  | 日剧《二千年之戀》原声带                       |
| 29   | 透明的音乐                                                         | 2000年8月23日  |                                                |
| 30   | 透明的音楽2                                                        | 2000年12月6日  |                                                |
| 31   | 平日假期                                                           | 2001年4月25日  |                                                |
| 32   | 心田                                                               | 2002年7月24日  |                                                |
| 33   | 透明的时间                                                         | 2003年7月23日  |                                                |
| 34   | 鑰匙                                                               | 2003年9月3日   |                                                |
| 35   | 恋爱集                                                             | 2004年11月24日 |                                                |
| 36   | 日本電影《絕命逃亡》原聲帶                                         | 2005年12月21日 |                                                |
| 37   | 亚洲旅馆                                                           | 2005年12月21日 |                                                |
| 38   | 休假時間                                                           | 2006年11月22日 | 假期相簿                                       |
| 39   | 聲音地球自然精神-#1聲音                                            | 2007年11月21日 | 神思者20周年纪念四部曲第一部分 声音            |
| 40   | 聲音地球自然精神-#2地球                                            | 2008年5月21日  | 神思者20周年纪念四部曲第二部分 地球            |
| 41   | 聲音地球自然精神-#3自然                                            | 2008年11月26日 | 神思者20周年纪念四部曲第三部分 自然            |
| 42   | 聲音地球自然精神-#4精神                                            | 2009年5月27日  | 神思者20周年纪念四部曲第四部份-精神            |
| 43   | 原諒                                                               | 2009年5月27日  | 日剧《愛與寬容》原聲帶                         |
| 44   | 組曲～天空成為你心中的那一天                                       | 2011年11月23日 |                                                |

### 其他單曲
- 歐普拉.烏普萊.萊-1998年9月23日-Y神思者（藥島丸博子）名義
- 月光夢-2000年1月26日-神思者由康蘇茜名義主演
- 月光-2004年8月4日-勝木由香里（神思者）名義

### 其他專輯
- 超最好的2000-1995年11月15日-神思者電視劇精選
- 泰豐瑪-1998年12月16日-Y神思者名義
- 海上絲路-1999年5月21日-「海上絲路」#3部作品 設定框
- 故宮博物院珍寶-1999年5月21日-「故宮」#3部作品 設定框
- 靛色～「卡勞幻影記憶」原聲帶-2004年10月6日-勝木由香里(神思者)名義
- 赤紅～「卡勞幻影記憶」原聲帶-2004年12月16日-勝木由香里(神思者)名義
- XXX神聖的聲音文件-2007年8月22日-神思者計畫名義
- 源氏物語千年紀（日本動畫《源氏物語千年紀》）原聲帶-2009年2月25日-神思者計劃名义
- 交付給你（日本動畫《交付給你》）-2010年1月27日-神思者計畫名義
- 交付給你第2季（日本動畫《交付給你第2季》）原聲帶-2011年2月23日-神思者計劃名义
- 豆富小僧（日本動畫《豆富小僧》）原聲帶-2011年4月27日-神思者計劃名义
- 神思者 金☆最佳單曲系列-2011年10月26日 - 精選輯
- 我心中的天空- 2013年5月14日-「組曲～天空成為你心中的那一天」韓国限量版
- 戰國～動画「戰国」原聲帶-2014年4月22日-韓国限量版
- 我的故事（日本動畫《我的故事》）原聲帶-2015年7月22日-神思者計劃名义
- 總計（日剧《總計》）原聲帶-2017年12月6日-神思者計劃名义

## 曾經播放神思者音樂之劇集
- 1996年亞洲電視本港台再見艷陽天：海神
- 1996年亞洲電視本港台再見艷陽天：愛芙羅黛蒂
- 1996年亞洲電視本港台再見艷陽天：思潔麗雅
- 1996年亞洲電視本港台再見艷陽天：色彩
- 1996年亞洲電視本港台再見艷陽天：亞洲人的藍色~游月之海
- 1996年亞洲電視本港台再見艷陽天：仙境
- 1996年亞洲電視本港台再見艷陽天：Sican ～祈り～
- 1998年無線電視翡翠台烈火雄心：希望
- 2014年亞洲電視本港台新再見艷陽天：仙境
- 2014年亞洲電視本港台新再見艷陽天：我為你
- 2014年亞洲電視本港台新再見艷陽天：柳橋
- 2014年亞洲電視本港台新再見艷陽天：愛芙羅黛蒂